# 加森公人
加森 公人（かもり きみひと、1943年 - ）は、日本の実業家。加森観光取締役相談役。元代表取締役社長。

## 略歴

### 生い立ち
1943年、北海道札幌市に生まれる。札幌北高校を卒業、同高校時代の修学旅行で後楽園遊園地のジェットコースターに乗ったことをきっかけに遊園地好きとなり、その後の遊園地開発へと繋がる。
大学は教師を志望し東京教育大学を第一志望としていたものの不合格となり、1968年に学習院大学経済学部を卒業、立教大学大学院ホテル観光学科修了。大学卒業後は日本ケーブル浦安工場に出向し索道の安全輸送について学んだ後、大学院修了後に父の加森勝雄が第三セクター方式で設立した「登別温泉ケーブル」に就職。夏の濃霧の頃が事実上のオフシーズンになっていたさなか「のぼりべつクマ牧場」の運営にたずさわり、ヒグマを飼育し観光客を呼び込むとともにヒグマの人工飼育や計画出産への挑戦、博物館の建設、ヒグマに芸を覚えさせてのショーの開催といったヒグマに特化した積極策を取り、クマ牧場の収益を元手に札幌市の都心で中古ビルを買収し収益を強化した。
1974年には登別温泉ケーブルと大和ハウス工業の共同出資による「大和ハウス販売北海道」の社長に就任。しかし住宅販売のほか設計事務所、産業用潤滑油リサイクル等の多角化に乗り出すも失敗が続き、35歳の時に14項目の事業のチェックポイントを着想する。

### 加森観光時代
1981年9月1日、加森観光株式会社の設立にたずさわり、専務取締役に就任。埼玉県の「大和」が設立した留寿都村の「大和ルスツスキー場」が破綻したのを受けて買収。1981年7月に留寿都村の村長から引き受けの提案を受け、当初はニセコの大規模スキー場との競合を恐れ引き受けには消極的で、地元からの熱心な説得を受け現地視察に向かったが夏場の夕方で賑わいがなく気が引けたものの、同行していた取引先の日本長期信用銀行の札幌副支店長が約1ヶ月前に8ヶ月の次男と死別していたことを気にかけて言った「これは息子が残していった仕事かもしれない」の一言に後押しされ買収に踏み切った。
以前から「国民大衆を動員できる仕事」として動物園・水族館・遊園地の建設を構想し、遊園地建設の構想にあたってはアメリカの遊園地をプライベートで訪れた際に運営面や人気の遊具の分析を行い、建設地についてのぼりべつクマ牧場周辺では地獄谷の硫黄分・沿岸部では潮風により遊具が劣化しやすいことから避け気象条件が良好で札幌方面から地理的に優位で、国道230号線に毎日新たな観光客が通り都心での建設に比べ飽きられにくいといった目論見で留寿都村での遊園地開発を行うこととした。遊具については閉園する谷津遊園のローラーコースターを「子供たちの笑顔を北海道にも」との思いから購入を希望して京成電鉄に直談判し、雑草の生い茂る留寿都村の建設予定地を視察した京成の常務から「正気ですか、どこに遊園地を作るつもりですか」「こんなところに作るつもりですか」と驚愕されたものの、その後譲渡成立にこぎつけ、スキー場以外でも集客を見込めるよう遊園地施設の充実などを図り通年型リゾート「ルスツリゾート」として軌道にのせる。
1988年からは日本国内での地価高騰を背景にリスク分散を兼ねて海外での事業展開を開始、オーストラリアでのホテル運営のオファーを受け現地視察を行ったが過当競争のリスクを考慮し「ホテルから客をいただく商売がいい」との思いから「ローンパイン・コアラ・サンクチュアリ」を買収。同年には日本長期信用銀行の支援を得てアメリカのテーマパーク大手シックス・フラッグスの買収交渉も行い約1000億円規模での買収を検討していたものの、シックス・フラッグス側の買収希望額での投資利回りが不十分として断念している。また米国内ではコロラド州「スティームボートスキーリゾート」（en）の経営権を買収し地元の雇用を維持しながらスキー場経営に専念する一方国内の大手航空会社に6-7割の搭乗率保証を打ち出し大都市からスティームボート近傍の空港への航空便を誘致してスキー客の増加に成功、その後ネバダ州とカリフォルニア州にまたがる「ヘブンリーバレースキー場」（en）やフロリダ州のゴルフ場を買収し一定の成功を収め、アメリカ・デンバーに在住しデラウェア州に本拠を置く加森観光系列の「加森インターナショナル・コーポレーション」社長として海外部門の経営を行った。
その後副社長を経て、1992年に加森観光の代表取締役社長に就任した。
1994年、加森観光がアンデス山脈でのスキー場開発計画を支援したことをきっかけとして、北海道チリ共和国名誉領事に就任。一方で1997年には日系企業に対するセクハラ訴訟の激化に伴い危機管理の観点からアメリカ事業から撤退、日本に帰国する。
1998年、「アルファリゾート・トマム」において、破綻したアルファ・コーポレーションの管理の部分について、加森観光に運営委託となる。これ以降、破綻したリゾート施設の営業再開に加森観光は積極的に関わっていき、北海道にとどまらず、本州や九州でも活躍。「日本のリゾート再生王」と呼ばれるようになる。
2001年、「サホロリゾート」が、加森観光に運営委託となる。施設の所有は行政および金融機関として、運営について加森観光が携わって収益を得て投資リスクを回避するという手法を確立する。一方で収益が確実なリゾート施設については積極的に全面的な買収を行った。
有名なところについて、2002年11月には、加森観光が、「テイネオリンピア」を買収する。
2003年4月には、加森観光が兵庫県の「姫路セントラルパーク」を買収する。
2004年2月2日、国土交通省より観光カリスマに認定される。
2005年7月、福岡県北九州市の「スペースワールド」の運営を引き継ぐ。9月には、「アルファリゾート・トマム」の運営から加森観光が手を引くこととなる。同年、長野県王滝村の「おんたけスキー場」が、加森観光の運営となる。
2007年には、夕張市の破綻した「石炭の歴史村」のほとんどの施設について、加森観光が指定管理者となり、加森観光の完全子会社の「夕張リゾート」の運営となる。
2018年に社長職を長男の加森久丈に譲り、自身は代表取締役会長に就任した。
カジノを含む統合型リゾート（IR）事業への参入を巡る汚職事件で、IR担当の内閣府副大臣を務めていた秋元司の留寿都村への家族旅行の費用計約76万円を負担したとして、2020年1月14日、東京地方検察庁特別捜査部に贈賄罪で在宅起訴された。6月30日、公人は事件の責任を取り会長を退任し、代わって取締役相談役に就任した。後任の会長には、専務を務めていた弟の加森公継が就任した。9月25日、公人に対して東京地方裁判所は懲役10月、執行猶予2年の判決を言い渡した。

## 経営方針
加森観光の設立前に多角化戦略に失敗した際、1978年10月に失敗をしない方策として以下の事業のチェックポイントを着想し手帳に書き出したことをきっかけに、これらのポイントに則り日銭を稼げない不動産投資を行わない、日銭の入る商売を行う、小切手や手形を行わず現金取引を絶対の基本とする、一番先を走らず二番目を歩く、ビルの買収は風俗店等の入居するものも含めテナントの種類を問わずすぐに収益が見込めるテナントの入った中古物件を対象とするといった施策を取るなど堅実な経営をし、チェックポイントは毎年正月手帳に書き写す事を習慣としていた。
- 現金商売であること[20]
- 手形は絶対やらないこと[20]
- 大衆相手であること[20]
- 社長が前線へ出なくても出来ること[20]
- 専門家・特別資格が必要ないこと[20]
- 毎日現金が入ること[20]
- 在庫管理が容易かいらないもの[20]
- 資金投入は資産価値のあるもの[20]
- 撤退が必ず出来ること[20]
- 天気に左右されないこと[20]
- 現金管理が確実なこと[20]
- 責任者がいること[20]
- 投資利回りで投機はしない[20]
- 以上で×（バツ）の要因があればその克服が出来ること[20]

不動産購入についてはオイルショック後の景気低迷期に多くのビルを買収し、一方で1987年以降はバブル景気による地価高騰に伴い利回りが悪化ことをきっかけに買収を取りやめ、バブル期に「この時代は異常だ」との思いから積極的買収を行わず、物件が安い際に購入し景気が好転してから売却する方針としていた。
海外でのリゾート施設経営については、地元との共存共栄を優先しホテル・レストラン・土産店といった周辺での関連事業への直接参入を行わず、またアメリカのスティームボートスキー場では地価高騰で家を持てない社員のため400人分の社宅を建設して友好度を高め、その後ヘブンリースキー場の買収が順調となる一因となった。その後は「他国の庇を借りて商売をしているから永久に待つ物ではない」との思いのもと、セクハラ訴訟のリスクも鑑みて1997年に米国事業の撤退に踏み切った。
施設の買収については売却を前提とせず長期的なリターンを重視し、また「残った人材こそ宝」との思いから従業員の雇用を守り士気を高める運営を行っていた。